# Heliconia meridensis
Heliconia meridensis är en enhjärtbladig växtart som beskrevs av Johann Friedrich Klotzsch. Heliconia meridensis ingår i släktet Heliconia och familjen Heliconiaceae. Inga underarter finns listade.